# Нікітіно (Хвойнинський район)
Нікітіно (рос. Никитино) — присілок в Хвойнинському районі Новгородської області Російської Федерації.
Населення становить 113 осіб. Входить до складу муніципального утворення Звягинське сільське поселення.

## Історія
Від 2005 року входить до складу муніципального утворення Звягинське сільське поселення

## Населення
| 2009 | 2010 |
| ---- | ---- |
| 120  | ↘113 |